# Lescure-d'Albigeois
Lescure-d'Albigeois é uma comuna francesa na região administrativa da Occitânia, no departamento de Tarn. Estende-se por uma área de 14.18 km², e possui 4.571 habitantes, segundo o censo de 2018, com uma densidade de 320 hab/km².